# Fabio Baggio
Fabio Baggio C.S. (Bassano del Grappa, 1965. január 15. –) olasz római katolikus pap, szkalabriánus szerzetes, bíboros, az Átfogó Emberi Fejlődés Dikasztériuma titkárhelyettese. Pályafutását misszionáriusként kezdte, többek között nyolc évet Latin-Amerikában és nyolc évet a Fülöp-szigeteken szolgált.

## Életrajz
Fabio Baggio 1965. január 15-én született Bassano del Grappában, az olaszországi Vicenza tartományban. 1976-ban csatlakozott a szkalabriánus misszionáriusokhoz, szülővárosában, a szemináriumukban tanult, majd 1991-ben letette örökfogadalmát. Pappá 1992-ben szentelték.
A Gregoriana Pápai Egyetemen szerzett teológiai bakkalaureátust, majd egyháztörténelemből licenciátust és doktori címet 1998-ban. 1995 és 1997 között, amíg Santiago de Chilében volt lelkész, a Chilei Püspöki Konferencia Migrációs Bizottságának tanácsosa volt. 1997 és 2002 között a Buenos Aires-i főegyházmegye migrációs osztályának igazgatója volt, 1999-ben pedig további evangelizációs feladatokat vállalt az argentin pápai missziók nevében.
1999 és 2010 között tanított a Buenos Aires-i Universidad del Salvadorban, a São Paulo-i Teológiai Intézetben, a Manilai Egyetemen és a Fülöp-szigeteki Quezon Cityben lévő Maryhill Teológiai Iskolában, ahol a szkalabriánus Migrációs Központ és az Asian Pacific Migration Journal igazgatója volt.
2000-től kezdve vendégprofesszorként tanított a római Pápai Urbaniana Egyetem teológiai karán belül működő Szkalabriánus Migrációs Intézetben, amelynek 2013-ban rendes professzora és elnöke lett.
2017. január 1-jétől kezdve Michael Czerny mellettt az Átfogó Emberi Fejlődés Dikasztériuma Migránsok és Menekültek Részlege egyik titkárhelyetteseként dolgozott. 2021. augusztus 26-án a vatikáni Covid-19 Bizottság három tagjának egyikévé nevezték ki. 2022. április 23-án Ferenc pápa kinevezte őt a részlege egyetlen titkárhelyettesévé, és hatáskörét kibővítette a különleges projektekkel.

2019-ben így jellemezte részlegének üzenetét:
A kívülről, a miénktől eltérő kultúrákból, a keresztény vagy katolikus életnek a miénktől eltérő megnyilvánulásaiból érkező emberek sokasága nem elszegényedés, hanem gazdagodás forrása számunkra. Így ahelyett, hogy az inváziótól való félelmet keltenénk, amiről sokakat hallani, a tényeknek arra kellene késztetniük bennünket, hogy találkozzunk velük. Ha valójában a testvéremről vagy nővéremről lenne szó, becsuknám-e az ajtót?
2019 júliusában Albániában tett látogatása során azt mondta, hogy a vallásközi párbeszéd segíthet megoldani a migráció okozta etikai kihívásokat, hogy a vallásokon belül univerzális elveket lehet találni, hogy közös etikai választ lehessen kidolgozni a népességmozgások okozta társadalmi integrációs problémákra.
Ferenc pápa úgy tervezte, hogy 2024. december 8-án bíborossá kreálja, ezt az időpontot később december 7-re módosították. A pápa 2024. október 31-én Baggiót kinevezte Urusi címzetes püspökévé éreski méltóságban. Püspökké szentelésére 2025. január 11-én kerül sor Bassano del Grappában.
Ferenc pápa a 2024. december 7-i konzisztóriumon bíborossá kreálta, címtemplomául a San Filippo Neri in Eurosia-templomot jelölte ki neki bíboros-diakónusi rangban.